# Guillermo IV de Montpellier
Guillermo IV (también conocido como Bernardo Guillermo o Guillem IV ) fue señor de Montpellier desde 1058 hasta su muerte en 1068.Fue hijo de Guillermo III y Beliardis y estuvo casado con Ermengarda, hija de Raimundo I, conde de Melgueil. Es el primero de su dinastía con cartas conservadas en el cartulario familiar, el Liber instrumentorum memorialium, donde se registran acuerdos relativos a algunos castillos locales en 1059.Fue sucedido por su hijo, Guillermo V.